# Grandborough
Grandborough – wieś w Anglii, w hrabstwie Warwickshire, w dystrykcie Rugby. Leży 22 km na wschód od miasta Warwick i 119 km na północny zachód od Londynu. W 2001 miejscowość liczyła 399 mieszkańców.